# Eddie Razaz
Ardalan "Eddie" Razaz Rahmati, född den 21 december 1988 i Kista, är en svensk sångare.
Razaz läste sångprogrammet på Rytmus Musikergymnasium. 2005 sökte han för första gången till Idol, men blev då utslagen under kvalet. Bättre gick det 2009 då han slutade på en sjätteplats..  Under 2010 bildade Razaz tillsammans med vännen och kollegan Rabih Jaber musik-duon Rebound som den 12 april släppte sin första singel, Hurricane. Eddie satsade sedan istället på en solokarriär.
Med låten Alibi, skriven av Euphoria-låtskrivarduon Peter Boström och Thomas G:son, tävlade Razaz i den tredje deltävlingen den 16 februari i Skellefteå Kraft Arena i Melodifestivalen 2013. Bidraget gick inte vidare i tävlingen och slutade på en sjätte plats. Låten testades på Svensktoppen den 24 februari samma år men kom inte in på listan. 
2014 hade Eddie en av huvudrollerna i den 28 minuter långa kortfilmen Introduktion till ett gruppboende, där han i en av scenerna är helt naken, något han senare ångrat att han gick med på. 
Sedan dess har Eddie arbetat både i Sverige och internationellt. Musiken är bara en av flera sysselsättningar.